# Palazinges
Palazinges (okzitanisch Palajanjas) ist eine französische Gemeinde mit 167 Einwohnern (Stand 1. Januar 2022) im Département Corrèze in der Region Nouvelle-Aquitaine; sie gehört zum Arrondissement Brive-la-Gaillarde und zum Kanton Midi Corrézien. Die Einwohner nennen sich Palazingeois(es).

## Geografie
Tulle, die Präfektur des Départements, liegt ungefähr 20 Kilometer nordöstlich, Brive-la-Gaillarde etwa 19 Kilometer westlich und Beaulieu-sur-Dordogne rund 33 Kilometer südöstlich. Der Coiroux, ein Nebenfluss der Roanne, bildet die Gemeindegrenze zu Aubazines im Norden.

### Nachbargemeinden
Nachbargemeinden von Palazinges sind Aubazines im Norden, Le Chastang im Osten, Beynat im Südosten, Albignac im Süden und Südwesten und Dampniat im Westen und Nordwesten.

### Verkehr
Die Anschlussstelle 49 zur Autoroute A20 liegt etwa 20 Kilometer nordwestlich.

## Wappen
Beschreibung: Auf Rot ein gedrückter goldener Sparren, darunter eine goldene Eiche auf silberner Terrasse, im Schildhaupt auf Blau eine liegende silberne Mondsichel zwischen zwei silbernen Sternen.

## Bevölkerungsentwicklung
| Jahr      | 1962 | 1968 | 1975 | 1982 | 1990 | 1999 | 2007  | 2016 |
| Einwohner | 83   | 95   | 99   | 100  | 115  | 103  | < 148 |      |